# Scary Movie (saga)
La saga de Scary Movie es una serie de películas estadounidenses de comedia especializada en burlarse de las películas populares de terror, que han recaudado más de $896 millones en la taquilla en todo el mundo. Las dos actrices recurrentes son Anna Faris y Regina Hall, como Cindy Campbell y Brenda Meeks respectivamente. Son unidos por nuevos actores recurrentes y personajes.
La franquicia fue conceptualizada por los Hermanos Wayans, quienes escribieron y dirigieron las primeras dos películas antes de dejar la franquicia. Fueron distribuidas por Dimension Films a lo largo de dos estudios diferentes: Miramax Films y The Weinstein Company.

## Trama

### Scary Movie
Scary Movie (7 de julio de 2000) es la primera película de la saga. Fue la película más taquillera de la saga, ganando $278,019,771 en todo el mundo. Es una parodia de muchas películas, centrándose principalmente en la serie Scream.
Después de que un grupo de adolescentes (consistiendo en Cindy Campbell (Anna Faris), Bobby Prinze (Jon Abrahams), Buffy Gilmore (Shannon Elizabeth), Greg Phillipe (Lochlyn Munro), Ray Wilkins (Shawn Wayans) y Brenda Meeks (Regina Hall) accidentalmente golpean a un hombre con su auto y deciden arrojarlo en un lago y juran no hablar de eso(en una parodia de I Know What You Did Last Summer). Un año después, una persona con una máscara de Ghostface (Scream) los asesina uno a uno. Los jóvenes deciden descubrir quien es el asesino.

### Scary Movie 2
Estrenada el 7 de julio de 2001, es la segunda de la saga. En los Estados Unidos, la película recaudó $71,308,997. En todo el mundo, obtuvo $141,220,678. Esta película marca el fin de la participación de los hermanos Wayans con la serie ya que siguieron otros proyectos, entre ellos, la comedia White Chicks o A Haunted House. Scary Movie 2 parodia principalmente a la película de terror de 1999 The Haunting.
La película comienza con una parodia de The Exorcist, en que Megan Voorhees (compartiendo el mismo apellido del personaje ficticio Jason Voorhees) es poseída por el diablo, y dos curas, el Padre McFeely y el Padre Harris (James Woods y Andy Richter respectivamente) tienen que obligar al diablo a salir de ella. Pero después que Megan insulta la madre de Harris, él le dispara en la cabeza.
Cindy, Brenda, Ray y Shorty, son personajes que todos murieron en la primera película y misteriosamente regresan en esta película. Greg, Buffy y Bobby son reemplazados por Buddy (Christopher Masterson), Theo (Kathleen Robertson) y Alex (Tori Spelling).
La historia comienza cuando un profesor de Universidad, Oldman (Tim Curry) y su asistente inválido Dwight (David Cross) planean estudiar fantasmas dentro de una mansión embrujada, con los adolescentes como cebo.
Cuando están en la casa, cosas extrañas suceden, Ray es atacado por un payaso (a quien viola), Shorty es atacado por una planta viviente de marihuana, Cindy tiene una pelea con un gato poseído, y Dwight tiene una discusión con un ave. Cuando descubren el plan del profesor, intentan escapar de la casa, descubriendo que hay un fantasma que todavía vive en ella. Tienen que derrotar al fantasma antes de que puedan escapar.

### Scary Movie 3
Fue lanzada el 24 de octubre de 2003, es la tercera película de la serie. Con $220,673,217 en todo el mundo, es la segunda película más popular y exitosa de la saga. La trama de la película es una parodia de The Ring y Signs con otras parodias de celebridades. Michael Jackson planeó demandar a los realizadores por parodiarlo de una manera que lo hizo ver como un abusador de menores y en tener una nariz falsa. Esta fue la primera película de Scary Movie en recibir una clasificación PG-13 en los Estados Unidos (como también en la primera en que no actúan los hermanos Wayans), ya que las dos primeras fueron clasificadas R.
En una parodia de Signs, la película trata sobre extraños círculos en cultivos cerca de una antigua granja. Y en una parodia de The Ring, un extraño vídeo se está pasando. Tras ver esta cinta, el teléfono suena y una voz espeluznante dice: "Morirás en siete días". Cindy se enamora de un rapero llamado George (una parodia de Jimmy "B-Rabbit Smith Jr. de 8 Mile), y ella escucha que morirá en siete días. Mientras tanto, los granjeros que han encontrado los extraños círculos en los cultivos en su campo descubren que los extraterrestres que están viniendo a la Tierra, vienen a destruir al asesino que mata a las personas que han mirado la cinta, debido a que ellos la han mirado. 

### Scary Movie 4
Fue lanzada el 14 de abril de 2006, es la cuarta de la serie. La película se estrenó con $40 millones en la taquilla del fin de semana, haciéndola la tercera mejor en la serie. Con $178,049,620 en todo el mundo, Scary Movie 4 se clasifica como la tercera película que más ha ganado en Scary Movie.
La trama de esta película es una mezcla de The Grudge y La guerra de los mundos, parodiando a Saw, The Village, Million Dollar Baby y Brokeback Mountain.

### Scary Movie 5
Scary Movie 5 fue oficialmente confirmada por Weinstein Company en el 2009. y fue dirigida por Malcom Lee. Los miembros del reparto son Simon Rex, Ashley Tisdale, Lindsay Lohan, Charlie Sheen y Erica Ash. En junio de 2011, una fecha de estreno fue anunciada para el 20 de abril de 2012. El 15 de febrero de 2012 la fecha de estreno se cambió para el 3 de mayo de 2013. Se parodió las sagas de Mamá, así como también las sagas de The Evil Dead, Rise of the Planet of the Apes, Paranormal Activity y Black Swan. El primer guion fue escrito por John Aboud, Michael Colton y Stephen Leff. Su presupuesto fue de $20 millones y recaudó $78,148,326 en todo el mundo.

### Scary Movie 6
En abril de 2024, en la CinemaCon, se anunció que Miramax estaba preparando una nueva película de Scary Movie, que financiaría la película en su totalidad. Neal H. Moritz fue anunciado como productor, con Paramount Pictures, la empresa matriz de Miramax, como distribuidora. En octubre de 2024, se anunció que los hermanos Wayans, Marlon, Shawn y Keenen Ivory, regresarían como guionistas y productores para la nueva versión, tras haber coescrito las dos primeras películas y reunirse por primera vez en 18 años. El inicio del rodaje está previsto para 2025. Tanto Anna Faris como Regina Hall, protagonistas de las cuatro primeras películas, han expresado su interés en retomar sus papeles.

## Spin-offs
Debido al éxito que obtuvieron con la saga Scary Movie a los productores y ciertos escritores originales de la entrega les pareció que podían recrear el ambiente de la saga parodiando a películas veraniegas y burlándose de los clichés introducidos en los géneros más populares de las películas estadounidenses. Aunque con los resultados de ganancias pobres y muchas personas creen incorrectamente que las películas son secuelas de Scary Movie. 
Las películas relacionadas son las siguientes: 
| Año  | Película                                                                               | Películas parodiadas |
| ---- | -------------------------------------------------------------------------------------- | --- |
| 2006 | Date Movie                                                                             | La familia de mi novia y La familia de mi esposo. |
| 2007 | Epic Movie                                                                             | Las Crónicas de Narnia: El Léon, la Bruja y el ropero. |
| 2008 | Meet the Spartans                                                                      | 300 |
| 2008 | Disaster Movie                                                                         | El día después de mañana e Indiana Jones y el reino de la calavera de cristal.                                                                              |
| 2008 | Superhero Movie                                                                        | Spider-Man. |
| 2009 | Dance Flick                                                                            | High School Musical, Footloose y Street Up. |
| 2009 | Stan Helsing                                                                           | Van Helsing, A Nightmare on Elm Street, Friday the 13th, Halloween, Hellraiser, Child's Play, The Texas Chainsaw Massacre y I Know What You Did Last Summer |
| 2009 | Spanish Movie                                                                          | El orfanato, Los otros y El laberinto del fauno. |
| 2010 | Vampires Suck                                                                          | Crepúsculo, Luna Nueva y High School Musical. |
| 2010 | The 41-Year-Old Virgin Who Knocked Up Sarah Marshall and Felt Superbad About It        | Virgen a los 40 y Superbad. |
| 2011 | Your Highness                                                                          | El Señor de los Anillos y Season of the Witch. |
| 2012 | Supernatural Activity                                                                  | Supernatural y Paranormal Activity. |
| 2013 | A Haunted House                                                                        | Paranormal Activity y The Devil Inside. |
| 2013 | 30 Nights of Paranormal Activity with the Devil Inside the Girl with the Dragon Tattoo | 30 Days of Night, Paranormal Activity, The Devil Inside, The Girl with the Dragon Tattoo, Abraham Lincoln: Vampire Hunter y Los cazafantasmas.              |
| 2013 | Movie 43                                                                               | |
| 2013 | The Biggest Movie of All Time 3D                                                       | Pasó a ser The Starving Games. |
| 2013 | The Starving Games                                                                     | Los juegos del hambre, The Avengers, The Expendables y Gangnam Style.                                                                                       |
| 2013 | Best Night Ever                                                                        | Proyecto X y American Pie. |
| 2013 | Super Fast!                                                                            | Fast Five, Cars 2, 007, Turbo. |
| 2013 | Stalled                                                                                | Guerra Mundial Z. |
| 2014 | Stan Helsing 2                                                                         | Stan Helsing. |
| 2014 | Fun Movie                                                                              | |
| 2014 | A Haunted House 2                                                                      | Paranormal Activity 4, Insidious, The Possession, Sinister y The Conjuring.                                                                                 |
| 2014 | The Hungover Games                                                                     | The Hangover; Los juegos del hambre; Ted; Django Unchained; Piratas del Caribe; Desperate Housewives; Carrie; Avatar.                                       |
| 2014 | The Extendables                                                                        | The Expendables; Hot Shots!; The Terminator; Rocky. |
| 2015 | The Walking Deceased                                                                   | The Walking Dead; Walking with Dinosaurs; Dawn of the Dead; Zombieland; Warm Bodies; Shaun of the Dead.                                                     |
| 2015 | Superfast!                                                                             | The Fast and the Furious; 2 Fast 2 Furious; The Fast and the Furious: Tokyo Drift; Fast Five; Need for Speed.                                               |
| 2015 | Who the F#@k Took My Daughter?                                                         | Taken; Taken 2; Non-Stop. |
| 2016 | Fifty Shades of Black                                                                  | Cincuenta sombras de Grey. |

## Elenco/personajes
| Cindy Campbell    | Anna Faris    | Anna Faris    | Anna Faris       | Anna Faris       | Anna Faris    | Anna Faris    |  |  |  |  |  |  |  |  |  |  |  |  |  |  |  |  |  |  |  |  |  |  |  |  |  |  |  |  |  |  |  |  |  |  |  |  |  |  |  |  |  |  |  |  |  |  |  |  |  |  |  |  |  |  |  |
| Brenda Meeks      | Regina Hall   | Regina Hall   | Regina Hall      | Regina Hall      | Regina Hall   | Regina Hall   |  |  |  |  |  |  |  |  |  |  |  |  |  |  |  |  |  |  |  |  |  |  |  |  |  |  |  |  |  |  |  |  |  |  |  |  |  |  |  |  |  |  |  |  |  |  |  |  |  |  |  |  |  |  |  |
| Shorty Meeks      | Marlon Wayans | Marlon Wayans | Marlon Wayans    | Marlon Wayans    | Marlon Wayans | Marlon Wayans |  |  |  |  |  |  |  |  |  |  |  |  |  |  |  |  |  |  |  |  |  |  |  |  |  |  |  |  |  |  |  |  |  |  |  |  |  |  |  |  |  |  |  |  |  |  |  |  |  |  |  |  |  |  |  |
| Ray Wilkins       | Shawn Wayans  | Shawn Wayans  | Shawn Wayans     | Shawn Wayans     | Shawn Wayans  | Shawn Wayans  |  |  |  |  |  |  |  |  |  |  |  |  |  |  |  |  |  |  |  |  |  |  |  |  |  |  |  |  |  |  |  |  |  |  |  |  |  |  |  |  |  |  |  |  |  |  |  |  |  |  |  |  |  |  |  |
| Doofy Gilmore     | Dave Sheridan |               |                  |                  |               | Dave Sheridan |  |  |  |  |  |  |  |  |  |  |  |  |  |  |  |  |  |  |  |  |  |  |  |  |  |  |  |  |  |  |  |  |  |  |  |  |  |  |  |  |  |  |  |  |  |  |  |  |  |  |  |  |  |  |  |
| Presidente Harris |               |               | Leslie Nielsen   | Leslie Nielsen   |               |               |  |  |  |  |  |  |  |  |  |  |  |  |  |  |  |  |  |  |  |  |  |  |  |  |  |  |  |  |  |  |  |  |  |  |  |  |  |  |  |  |  |  |  |  |  |  |  |  |  |  |  |  |  |  |  |
| Tom Logan         |               |               | Charlie Sheen    | Charlie Sheen    |               |               |  |  |  |  |  |  |  |  |  |  |  |  |  |  |  |  |  |  |  |  |  |  |  |  |  |  |  |  |  |  |  |  |  |  |  |  |  |  |  |  |  |  |  |  |  |  |  |  |  |  |  |  |  |  |  |
| George Logan      |               |               | Simon Rex        | Simon Rex        |               |               |  |  |  |  |  |  |  |  |  |  |  |  |  |  |  |  |  |  |  |  |  |  |  |  |  |  |  |  |  |  |  |  |  |  |  |  |  |  |  |  |  |  |  |  |  |  |  |  |  |  |  |  |  |  |  |
| Mahalik           |               |               | Anthony Anderson | Anthony Anderson |               |               |  |  |  |  |  |  |  |  |  |  |  |  |  |  |  |  |  |  |  |  |  |  |  |  |  |  |  |  |  |  |  |  |  |  |  |  |  |  |  |  |  |  |  |  |  |  |  |  |  |  |  |  |  |  |  |
| CJ                |               |               | Kevin Hart       | Kevin Hart       |               |               |  |  |  |  |  |  |  |  |  |  |  |  |  |  |  |  |  |  |  |  |  |  |  |  |  |  |  |  |  |  |  |  |  |  |  |  |  |  |  |  |  |  |  |  |  |  |  |  |  |  |  |  |  |  |  |

## Recepción
| Película      | Fecha de lanzamiento  | Ingresos en taquilla | Ingresos en taquilla    | Ingresos en taquilla | Clasificación en taquilla        | Clasificación en taquilla       | Presupuesto  | Referencia    |
| Película      | Fecha de lanzamiento  | Estados Unidos       | Fuera de Estados Unidos | En todo el mundo     | Todo el tiempo en Estados Unidos | Todo el tiempo en todo el mundo | Presupuesto  | Referencia    |
| ------------- | --------------------- | -------------------- | ----------------------- | -------------------- | -------------------------------- | ------------------------------- | ------------ | ------------- |
| Scary Movie   | 7 de julio de 2000    | $157,019,771         | $121,000,000            | $278,019,771         | #184                             | #263                            | $19,000,000  | [ 12 ]        |
| Scary Movie 2 | 4 de julio de 2001    | $71,308,997          | $69,911,681             | $141,220,678         | #724                             |                                 | $45,000,000  | [ 13 ]        |
| Scary Movie 3 | 24 de octubre de 2003 | $110,003,217         | $110,670,000            | $220,673,217         | #388                             | #368                            | $48,000,000  | [ 14 ]        |
| Scary Movie 4 | 14 de abril de 2006   | $90,710,620          | $88,000,000             | $178,710,620         | #522                             |                                 | $45,000,000  | [ 15 ] [ 16 ] |
| Scary Movie 5 | 12 de abril de 2013   | $15,153,000          | $62,995,326             | $78,148,326          |                                  |                                 | $20,000,000  |               |
| Total         | Total                 | $430,557,905         | $452,577,007            | $896,772,612         |                                  |                                 | $177,000,000 |               |

### Recepción crítica
| Película      | Rotten Tomatoes       | Rotten Tomatoes      | Rotten Tomatoes        | Metacritic          | CinemaScore | IMDb                | FilmAffinity        |
| Película      | Críticos              | Críticos importantes | Audiencia              | Metacritic          | CinemaScore | IMDb                | FilmAffinity        |
| ------------- | --------------------- | -------------------- | ---------------------- | ------------------- | ----------- | ------------------- | ------------------- |
| Scary Movie   | 51% (117 comentarios) | 49% (35 comentarios) | 43% (32 581 806 votos) | 48 (32 comentarios) | B-          | 6.2 (273 000 votos) | 5.2 (110 327 votos) |
| Scary Movie 2 | 14% (111 comentarios) | 5% (37 comentarios)  | 52% (682 670 votos)    | 29 (25 comentarios) | B           | 5.3 (168 000 votos) | 4.5 (27 355 votos)  |
| Scary Movie 3 | 35% (129 comentarios) | 26% (42 comentarios) | 54% (804 201 votos)    | 49 (27 comentarios) | B           | 5.5 (153 000 votos) | 4.5 (26 889 votos)  |
| Scary Movie 4 | 34% (126 comentarios) | 30% (33 comentarios) | 51% (562 292 votos)    | 40 (23 comentarios) | C+          | 5.1 (126 000 votos) | 4.0 (20 629 votos)  |
| Scary MoVie   | 4% (52 comentarios)   | 6% (17 comentarios)  | 38% (236 054 votos)    | 11 (16 comentarios) | C-          | 3.5 (75 000 votos)  | 2.9 (9 295 votos)   |
| Total         | 28%                   | 23%                  | 48%                    | 35                  | B-          | 5.1                 | 4.2                 |